# پوینت آ وودز (نیویورک)
پوینت آ وودز (به انگلیسی: Point O' Woods) یک منطقهٔ مسکونی در ایالات متحده آمریکا است که در شهرستان سافک، نیویورک واقع شده‌است.